# Madona (novads 2009–2021)
Madona (łot.: Madonas novads) – jeden z łotewskich novadsów, funkcjonujący w latach 2009–2021.

## Historia
Novads powstało na terenach należących przed 2009 do rejonu Madona.
W skład novadsu wchodziło miasto Madona oraz 14 pagastsów: Arona, Barkava, Bērzaune, Dzelzava, Kalsnava, Lazdona, Liezēre, Ļaudona, Mārciena, Mētriena, Ošupe, Prauliena, Sarkaņi i Vestiena. Jego stolicą zostało miasto Madona.
Zlikwidowany w ramach reformy administracyjnej 30 czerwca 2021. Wszedł w całości w skład nowego, większego novadsu Madona.